# Griqua
För asteroiden, se 1362 Griqua. För asteroidkategorin, se Griqua-asteroid.
Griqua är en folkgrupp i Sydafrika, som härstammar från en blandbefolkning av nederländare, khoikhoi, san och afrikanska slavar. Griqua flyttade tidigt på 1800-talet norrut från Kapprovinsen, men drevs ständigt bort från sina landområden av framträngande boer. Efter många oroligheter slog de sig ner i Griqualand (nu del av KwaZulu-Natal, Östra kapprovinsen och Norra kapprovinsen). De talar khoisanspråk, och uppgick på 1970-talet till omkring 7 000 personer. Allt eftersom har många griqua gått upp i den övriga "färgade" befolkningen i Sydafrika.
Det ursprungliga språket griqua eller xiri behärskas, enligt uppgifter hämtade 2023, av ett 30-tal personer. Antalet personer som räknade sitt ursprung som Griqua uppgick dock till omkring 500 000.